# 尚立
尚立（英語：Sunnic Group；櫃買中心：3360）是一家半導體電子零組件通路暨自有產品研發的集團公司，母公司尚立成立於1985年，是電子零組件品牌代理，專注影像監控領域的發展，尚茂子公司研究物聯網領域並研發產品含括IOT閘道器、IOT攝影機及相關整合方案。

## 品牌
以『OGA』做為視聽產品與技術品牌象徵，而OGA是表達聲音與影像的結合，在日文中「OTO」意指聲音；「GAZO」意指影像；「Alliance」意指技術、產品及品質創造，三字取其字首相組合。

## 外部連結
- 尚立 （页面存档备份，存于）
- 尚茂 （页面存档备份，存于）
- 尚亚电子科技（深圳）